# Paolo Torelli (chitarrista)
Paolo Torelli (...) è un chitarrista italiano.

## Biografia
Abbandona dopo 5 anni gli studi di chitarra classica per dedicarsi al rock e suonare i vari gruppi della provincia reggiana.
Nel 1993 la svolta, quando entra nel gruppo Rhythm and blues di Paolo Belli, i Ladri di Biciclette.
Nel 1993, coi Ladri di Biciclette e Tony Esposito, partecipa alla al Festival di Sanremo nella sezione Big.
Nel 1994 registra le tracce del terzo album del gruppo, Tre, per il quale seguiranno tournée e partecipazioni televisive.
Nel 1995 entra nel gruppo emergente I Delinqenti, insieme a Luciano Ghezzi (ex bassista dei ClanDestino e Ligabue) e Gianluca Tagliavini (per anni tastierista della PFM), che firma un contratto con la Sony Italia. Il gruppo pubblica l'album Anime in cerca di guai (Sony/Columbia), e parte per una serie di tournée in tutta Italia tra le quali la Heineken Music Clubs, classificandosi al primo posto al concorso nazionale Emergenza Rock nel 1996.
Dal 1997 al 2011 si alterna tra alcune cover band, tra cui i Bar H (nei quali milita Tommy Togni, già autore di Irene Grandi) e gli Eclipse, tributo ai Pink Floyd.
Negli ultimi anni contribuisce alla formazione di una serie di progetti musicali: dai Seven Days (tributo Police e Sting), ai Puntoradio (tributo Vasco Rossi) e Acoustic 3, trio acustico con Gianluca Tagliavini e Marina Santelli; fa parte della band di Alex Lunati (ex Rats e Francesco Baccini) e della FB Band, capitanata da Fabio Bagni. Collabora, insieme a Valentina Ducros, anche con la band di Arianna Lupo, promessa musicale dalla trasmissione di Rai 1Ti lascio una canzone condotto da Antonella Clerici.
Dal 2011 entra nella band di Mietta, prendendo parte al tour dell'album Due soli, pubblicato il 5 aprile 2011,  al "Venticinque Tour" del 2013 col quale si celebrano i 25 anni di carriera della cantante e alle tournée degli anni successivi.
Parallelamente si unisce anche alla band di Francesco Baccini prendendo parte ai suoi tour.
Torelli inoltre svolge attività di insegnante di chitarra presso diverse scuole di musica e prosegue anche un suo discorso musicale personale spaziando dal rock al funk al blues al pop, incidendo tre album autoprodotti di brani strumentali. 

## Discografia

### Con i Ladri di biciclette
- 1994 - Tre (RTI)

### Come solista
- Paolo Torelli
- Paolo Torelli II
- Paolo Torelli III

## Tour

### Con i Ladri di biciclette
- 1993 - Festival di Sanremo
- 1994 - Tour di Tre (RTI)

### Con I Delinqenti
- 1995-1996 - Tour di Anime in cerca di guai (Sony/Columbia)

### Con Mietta
- 2011 - Tour di Due Soli (Carosello)
- 2013 - Venticinque Tour
- 2014 - Tournée
- 2015 Tournée

### Con Baccini
- 2011 - Tournée
- 2012 - Tournée
- 2013 - Tournée
- 2014 - Tournée